# Paul Jacquier
Cet article concerne l'homme politique. Pour l'aviateur et Compagnon de la Libération français, voir Paul Jacquier (général).
Paul Jacquier, né à Bordeaux le 26 mars 1879 et mort à Paris le 3 mars 1961, est un homme politique français.

## Décoration
- Commandeur de l'ordre du Mérite agricole en qualité d'« ancien ministre de l'agriculture, président du crédit populaire de France » (1955)[1]

## Carrière politique
- Député radical de la Haute-Savoie de 1909 à 1919 et de 1924 à 1935.
- Sénateur de la Haute-Savoie de 1935 à 1940.

- Sous-secrétaire d'État aux Beaux-Arts du 9 décembre 1913 au 9 juin 1914 dans le gouvernement Gaston Doumergue (1)
- Sous-secrétaire d'État à l'Intérieur du 14 juin 1914 au 29 octobre 1915 dans les gouvernements René Viviani (1) et René Viviani (2)
- Sous-secrétaire d'État aux Finances du 19 au 23 juillet 1926 dans le gouvernement Édouard Herriot (2)
- Ministre du Travail du 8 novembre 1934 au 1er juin 1935 dans le gouvernement Pierre-Étienne Flandin (1)
- Ministre de l'Agriculture du 1er au 7 juin 1935 dans le gouvernement Fernand Bouisson

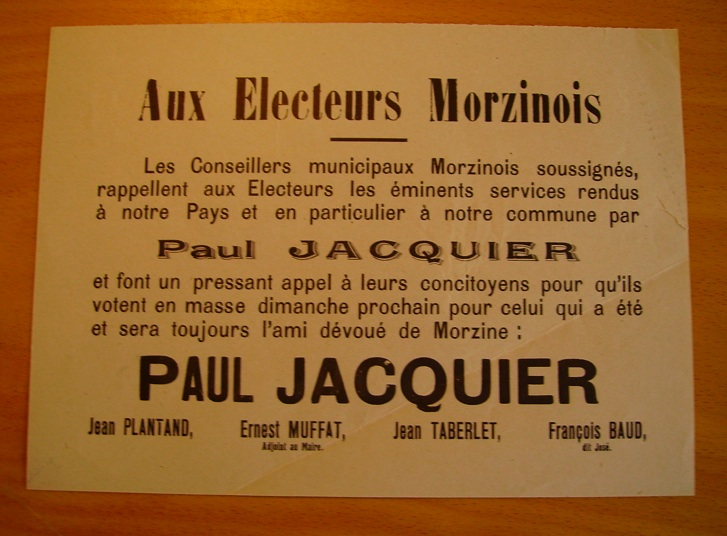
Tract électoral de Paul Jacquier.